# Hans Ree
Hans Ree (Ámsterdam, 15 de noviembre de 1944) es un ajedrecista y escritor de ajedrez neerlandés que tiene el título de Gran Maestro Internacional desde 1980. Elabora una columna periódica sobre ajedrez en el diario vespertino NRC Handelsblad y colabora con dos importantes medios ajedrecísticos: New In Chess y ChessCafe.com. Entre sus primeras obra destacan Een Blinde reos (Un gigante ciego, 1989), Rode dagen en Zwarte dagen (Días rojos, días negros, 1993) y Schaakstukjes (Piezas de ajedrez, 1993). Su último trabajo, The Human Comedy Of Chess. A Grandmaster's Chronicle (La comedia humana del ajedrez, 2000) cuenta anécdotas del mundo del ajedrez en clave de humor, a partir del material de sus columnas.
Campeón de Europa juvenil los años 1964-65 y 1965-66, Ree ganó el Campeonato de ajedrez de los Países Bajos en cuatro ocasiones: 1967, 1969, 1971 y 1982. En 1971 ganó ex aequo con Boris Spassky el Campeonato abierto de Canadá.

## Obras
- In den eersten stoot pat, 1979. ISBN 9789029022842
- Een man merkt nooit iets, 1985. ISBN 9789029018807
- Wat een kracht! Wat een gratie!, 1986. ISBN 9789029023474
- Een blinde reus, 1989. ISBN 9789029029612
- Rode dagen en zwarte dagen, 1993. Verzamelde columns uit NRC handelsblad. ISBN 9789025400804
- Schaakstukjes, 1993. ISBN 9789025400705
- Schitterend schaak, 1997. ISBN 9789025407995
- Holland verlicht, 1998. ISBN 9789020460308
- The Human Comedy Of Chess. A Grandmaster's Chronicles, 2000. Essays, vertaald door Willem Tissot. ISBN 9781888690064
- God is niet koppig, 2002. Verzamelde columns uit NRC handelsblad. ISBN 9789020404388
- Mijn schaken, 2010. ISBN 9789045015279